# Penelopides manillae
Penelopides manillae là một loài chim trong họ Bucerotidae.